# HMS E40
HMS E40 – brytyjski okręt podwodny typu E. Zbudowany w latach 1914–1916. Budowę rozpoczęła firma Palmers Shipbuilding and Iron Co. w Jarrow, a został dokończony w Armstrong Whitworth, Newcastle upon Tyne. Okręt został wodowany 18 maja 1916 roku i rozpoczął służbę w Royal Navy 1 maja 1917. Pierwszym dowódcą został Lt. G.D. Sharp. 
Od 1916 roku należał do Dziesiątej Flotylli Okrętów Podwodnych (10th Submarine Flotilla) stacjonującej na rzece Tees.
14 grudnia 1921 roku okręt został sprzedany firmie Petersen & Albeck.